# Kęstutis Lapinskas
Kęstutis Lapinskas (ur. 29 stycznia 1937 we wsi Bedaliai, rejon szacki) – litewski prawnik i polityk, poseł na Sejm (1990–1992), od 2008 prezes Sądu Konstytucyjnego.

## Życiorys
W 1960 ukończył studia na Wydziale Prawa Uniwersytetu Wileńskiego, a w 1966 ukończył aspiranturę na Uniwersytecie im. Łomonosowa w Moskwie i uzyskał stopień kandydata nauk prawnych.
W latach 1960–1963 pracował jako konsultant w Komisji Prawnej przy Radzie Ministrów Litewskiej SRR. Po powrocie ze studiów w Moskwie podjął pracę na Wydziale Prawa Uniwersytetu Wileńskiego. Pracował na stanowiskach starszego wykładowcy i docenta. Pełnił funkcje kierownika Katedry Prawa Państwowego oraz prodziekana Wydziału.
W 1990 został wybrany do Rady Najwyższej Litewskiej SRR. Poparł uchwalony 11 marca 1990 Akt Przywrócenia Niepodległości. Był członkiem grupy roboczej ds. opracowania projektu Konstytucji, a następnie przewodniczącym Tymczasowej Komisji ds. Opracowania Projektu Konstytucji. W latach 1993–1999 zasiadał w Sądzie Konstytucyjnym. Od 1999 do 2000 pełnił funkcję prezesa Wydziału Postępowania Administracyjnego w Sądzie Apelacyjnym, a od 2000 do 2002 prezesa Naczelnego Sądu Administracyjnego.
W marcu 2002 został ponownie sędzią Sądu Konstytucyjnego, a 3 kwietnia 2008 został wybrany na stanowisko prezesa Sądu.
Specjalizuje się w prawie administracyjnym i konstytucyjnym, jest autorem wielu prac i publikacji.

## Ordery i odznaczenia
- Krzyż Oficerski Orderu Wielkiego Księcia Giedymina (1999)[1]
- Medal Niepodległości Litwy (2000)[1]
- Krzyż Komandorski Orderu Zasługi Rzeczypospolitej Polskiej (2011)[2].